# Pyra Labs
Pyra Labs è una società statunitense operante nel settore internet e nota soprattutto per aver creato la piattaforma Blogger.

## Storia della società
Pyra Labs è stata fondata nel gennaio del 1999 da Evan Williams e Meg Hourihan. Il primo prodotto della società, denominato "Pyra", è stata una applicazione web in grado di riunire le funzioni di gestore di progetti, gestore di contatti e "to-do-list" in un'unica interfaccia raggiungibile in rete.
Molta parte del codice originale di Pyra fu ripreso in un secondo progetto della società finalizzato a fornire un facile strumento per la pubblicazione on line di contenuti che poi sarebbe stato ribattezzato Blogger. Il nuovo servizio fu aperto al pubblico nell'agosto del 1999 e alla sua realizzazione contribuirono Paul Bausch e Matthew Haughey.
Inizialmente Blogger era offerto gratuitamente senza che dietro vi fosse un reale modello commerciale. Il crescente ed in parte inaspettato successo della piattaforma ne innalzò sensibilmente i costi al punto da portare la società vicina alla chiusura. L'investimento della Trellix consentì a Pyra Labs di continuare la propria attività e di impostare un modello di gestione sostenibile dei costi che prevedeva la presenza di inserzioni pubblicitarie e l'introduzione di servizi aggiuntivi a pagamento denominati "Blogger Pro".
Nel 2003 Pyra Labs viene acquista da Google. Con il passaggio di proprietà il team di sviluppatori che lavorava a Blogger è stato integrato in Google. Ad un anno dalla cessione il cofondatore Williams è uscito da Google.